# Gerő Jakab
Gerő Jakab, Grau (Nagybáród, 1832 – Bánffyhunyad, 1886. január 4.) színész, színigazgató.

## Életútja
1848-ban honvédként szolgált. 1851. október 1-jén lett színész, Aradon lépett fel Szabó József társulatában. 1863-ban Marosvásárhelyt színigazgató lett és éveken át dicséretes buzgalmat fejtett ki. Megfordult társulatával a Dunántúlon és a Felvidéken is. 1879-től újból színészként működött, drámai és vígjátéki szerepekben egyaránt láthatta a közönség. Neje Kocsisovszky Flóra drámai színésznő volt, aki 1851. december 24-én lépett színpadra. Később elvált tőle.

## Fontosabb szerepei
- Dörgei (Szigligeti Ede: Házassági három parancs)
- II. István (Hegedűs Lajos: Bíbor és gyász)

## Működési adatai
1855: Nagyvárad; 1859–60: Győr; 1864: Marosvásárhely; 1866–67: Erzsébetváros; 1869: Csetnek; 1870: Rozsnyó, Losonc, Nyitra; 1871: Léva, Putnok; 1872: Tata, Nagyszombat, Kiscell; 1873: Veszprém, Pápa; 1874: Nagybajom, Csáktornya, Alsólendva; 1875: Kaposvár, Körmend, Vác, Soroksár; 1876: Ócsa; 1877: Zombor, Szatmár; 1878: Nagybánya, Nyíregyháza; 1879: Szekszárd, Bonyhád, Adony; 1880: Mosonyi Károly; 1881: Jakabffy Gábor; 1881–86: Homokay László.